# Ormosia williamsii
Ormosia williamsii är en ärtväxtart som beskrevs av Velva Elaine Rudd. Ormosia williamsii ingår i släktet Ormosia och familjen ärtväxter. Inga underarter finns listade i Catalogue of Life.